# Rio Dâmbova
O Rio Dâmbova é um rio da Romênia, afluente do Jiu, localizado no distrito de Gorj.